# 남영호
남영호(南瑛浩, 1977년 1월 10일~)는 대한민국의 탐험가이자 사진가이다.

## 생애
남영호는 1977년 강원도 영월군에서 태어났다. 오금고등학교를 거쳐 중앙대학교 사진학과를 나왔다.
2002년부터 2006년까지 산악전문지 'MOUNTAIN'에서 사진기자로 활동했으며 이후, 2006년 유라시아대륙 18,000km를 자전거로 횡단하며 탐험가의 길로 나섰다. 2009년 타클라마칸사막 도보종단, 2010년 갠지스강 무동력 완주를 마치고 2011년 고비사막을 시작으로 인류 최초의 '세계 10대사막 무동력 횡단'에 도전하고 있다.

## 원정

### 2006유라시아대륙
2006년 5월6일부터 12월26일까지 230일간 18,000km에 이르는 유라시아 대륙을 자전거로 횡단했다. 거쳐간 나라는 중국, 파키스탄, 이란, 터키, 불가리아, 세르비아, 크로아티아, 슬로베니아, 이탈리아, 프랑스, 모나코, 스페인, 포르투갈 등 13개 나라이다. 원정에는 남영호, 김형욱, 최다운, 박정헌이 참여했으나 파키스탄 훈자 마을에서 김형욱과 박정헌은 원정을 멈추었고 최다운은 프랑스 남동부에서 손등골절로 여정을 멈췄다. 이후 남영호는 일본인 자전거 여행자인 기타노부유키와 함께 프랑스 몽펠리에에서 포루투갈 로카곶까지 남은 여정을 함께 했다. 횡단 기간중 원정기가 일간스포츠와 주간지인 프라이데이를 통해 연재되었다.

### 2009타클라마칸 사막
2009년 10월 3일에서 10월 21일까지 19일간 중국 신장위구르자치구에 있는 타클라마칸사막 450km를 도보로 종단했다. 루트는 사막 남부의 호탄에서 북쪽의 아랄까지 호탄강이 흐르는 루트와 대략 일치한다.
당시는 위구르인과 중국 정부간의 갈등이 극에 달한 상태였으며 남영호와 동행한 EBS 촬영팀 그리고 현지 코디네이터등은 호탄에서 공안당국에 의해 호텔에 억류된 채 2박 3일간 조사를 받았다. 특별한 범법활동을 저지르지는 않은 것이 밝혀졌지만 남영호는 GPS 두 대를 공안에 압수당했다. 외국인이 자국에서 GPS를 사용하는 것은 불법이라는 이유였다. 남영호는 나침반과 숙지한 지리적 환경에 대한 정보만을 가지고 도보로 종단했다. 여행작가 박정호가 초반에 합류했으나 야영 중 가스중독으로 아랄에 후송을 가고 대부분의 루트를 남영호 혼자 걷게 되었다.

### 2010갠지스강
2010년 4월 6일부터 6월 21일까지 77일간 갠지스강의 원류부터 끝까지 약 2,510km를 카약과 도보로 일주했다. 루트는 강물이 시작되는 인도 가르왈 히말라야의 강고트리에서 방글라데시의 벵골만까지다.
원정은 남영호와 정찬호 두 사람이 참여했으며 2인승 인플래터블 고무카약을 사용했다. 루트상 주요 도시는 상류부터 우타르카시, 리시케시, 하리드와르, 칸푸르, 알라하바드, 바라나시, 파트나, 문게르, 라즈샤히, 찬드푸르등이다. 상류에서는 거친 물살에 첫 운행부터 노가 부러지고 협곡에 길이 막히는 어려움이 있었고 이후엔 오염된 물에 피부가 벗겨지고 심각한 염증이 생기는 고통을 이겨내야 했다. 그러나 원정 중 가장 위험했던 순간은 6월 18일 방글라데시의 작은 어촌인 다왈파라에서 무장괴한 4명에게 피습을 당한 일이다. 총과 칼로 무장한 복면강도에게 장비 일부와 개인 소지품등을 강탈당하고 경찰의 에스코트를 받아 그 지역을 피했지만 6월 21일 밤 원정의 목적지인 벵골만에 도착라서 다시 해상강도를 만나 필사의 탈출을 하게 되었다.

### 2011고비 사막
2011년 7월 24일부터 9월 13일까지 52일간 몽골 고비사막 1,600km 도보횡단에 나섰다. 루트는 도르노고비의 샤인샨드에서 고비알타이의 알타이까지로 달란자드가드 인근의 홍고린엘스를 지나가는 길이다.
원정에는 남영호와 여성산악인 박현우가 함께 했으며 남영호는 약 1,100km를 박현우는 800km를 도보로 횡단하는데 그쳤다. 자전거용으로 생산된 두바퀴 트레일러를 개조해 물과 식량, 장비를 운송했다. 원정의 초반인 8월 초 중반까지는 가장 더운 날에는 온도가 섭씨 45도에 육박했으며 때론 강한 돌풍과 소나기가 퍼부었다. 그러나 알타이에 근접한 곳에서 9월 3일에는 첫 눈이 30cm 이상 내리는 등 불규칙한 기후가 발목을 잡기도 했다.

### 2012그레이트빅토리아 사막
2012년 5월 15일부터 6월 12일까지 29일간 호주 최대사막인 그레이트빅토리아 1,400km를 무동력 횡단했다. 루트는 그레이트 빅토리아를 가로지르는 (앤비델 하이웨이)로 서호주의 래버튼에서 남호주의 쿠버패디까지이다. 원정에는 남영호와 남준오가 함께 했으며 이들은 산악자전거와 도보로만 횡단에 성공했다. 애초에는 20일 정도에 횡단할 계획이었으나 장비 선택의 문제로 주행에 큰 어려움을 겪어 예정보다 8~9일이 더 걸리게 되었다. 결국 종착지까지 수백킬로미터가 남은 상황에서 물과 식량에 부족해 큰 어려움을 겪었다. 빗물을 받아놓은 저수통을 찾아 겨우 식수를 보충하고 라디오를 통해 원정대 소식을 알고 있었던 오프로드 여행자들이 약간의 식량을 보급해 가까스로 사막을 벗어날 수 있었다.

### 2013엠티쿼터 사막
2013년 2월 18일부터 3월 28일까지 38일간 아라비안 사막의 엠티쿼터(현지어로 룹알할리 Rub al Khali) 1,000km를 세계에서 처음으로 도보횡단했다. 루트는 오만의 항구도시 살랄라(Salalah)에서 아랍에미레이트(U.A.E)의 리와오아시스 지역 메자이라(Mezaira)까지다. 주요루트는 살랄라, 도파산맥, 시스루, 와디 알 아티야, 람랏 알 하쉬만, 람랏 말힛, 만다르 아드 디비얀, 람랏 무크신, 샤흐마, 아부 아트 타불, 움 아스 사밈, 움 아즈 주물, 메자이라이다. 원정은 남영호, 이시우, Agustin Arroyo Bezanilla(스페인)가 참여했으며 KBS 촬영팀(PD 조영중, Camera 김필승 김경호, Audio 김판중)이 원정의 전 일정을 담아 KBS 파노라마 '세계최초 1,000km 엠티쿼터를 가다'라는 제목으로 방영했다. 원정대와 촬영팀의 서포터로 오만 와히바 사막에 거주하는 베두인 4명(Obaid, Saleh, Abdhula, Mohamad)과 아라비안 낙타 3마리, 사륜구동차량 3대가 참여했다. 엠티쿼터는 단일 모래사막으론 세계최대 규모로 2011년 애드리안헤이스(Adrian Hayes)가 베두인 2명과 낙타를 타고 1950년대 이 일대를 탐사한 윌프레드 세시저(Wilfred Thesiger)의 길을 재현한 것을 제외하면 모험가의 도전을 거부해 온 곳이다. 원정대는 오만 내무부와 군당국 그리고 아랍에미레이트의 아부다비 정부의 허가와 협조를 얻어 엠티쿼터 세계 최초의 도보횡단에 나서게 되었다. 오만에서는 내무부 직원이 베두인 서포터와 동행하여 전 일정을 같이 보냈는데 아랍에미레이트에서는 'Dewan Ruler's Representative For Western Region'에서 파견된 직원들이 세이크 함단(현, 아부다비 통치차)의 명에 의해 원정대의 지원을 도왔다.

### 2013그레이트베이슨 사막
2013년 9월 12일부터 10월 6일까지 25일간 북미최대 사막인 '그레이트베이슨' 700km 도보횡단에 성공했다. 루트는 유타주 웬도버 인근 '그레이트 솔트레이크 사막'에서 네바다주 리노에 이르는 구간으로 그 사이에는 10여 개의 산맥이 가로막고 있으며 루비밸리와 스틸워터레인지 같은 큰 습지와 호수 지대가 더욱 횡단을 어렵게 만든다. 원정대는 도보횡단에 남영호와 이시우가 함께 했고 지원과 촬영을 유창현과 전재천이 맡았다. 그러나 이시우는 네바다주 팔론(Fallon)인근의 딕시밸리에서 원정을 그만두고 유창현과 전재천이 돌아가며 남영호와 남은 거리를 걷게 되었다.

## TV출연
- 2007 조인스TV '자전거 타고 떠나는 세계여행'
- 2009 EBS 리얼실험 프로젝트X '혜초 루트를 복원한다. 죽음의 사막 타클라마칸 도전기'[1][2][3]
- 2009 YTN 글로벌초대석[4]
- 2009 여행TV 스윗 포토다이어리 '남영호의 유라시아 횡단기'
- 2010 국군방송 '일 플러스 성공'
- 2010 EBS 세계테마기행 '순수의 땅 수마트라'[5][6][7][8]
- 2013 마운틴TV 'The 아름다운 만남'[9][10]
- 2013 KBS 이슈 & 사람
- 2013 KBS 파노라마 '세계 최초 1,000km 엠티쿼터를 가다'[11][12][13][14][15][16]

## 역대 선거 결과
| 실시년도 | 선거   | 대수 | 직책     | 선거구   | 정당       | 득표수       | 득표율          | 순위          | 당락 | 비고      |
| -------- | ------ | ---- | -------- | -------- | ---------- | ------------ | --------------- | ------------- | ---- | --------- |
| 2020년   | 총선   | 21대 | 국회의원 | 비례대표 | 미래한국당 | 9,441,520 표 | \| \| 33.84% \| | 비례대표 28번 | 낙선 | 승계 불능 |
|          | 33.84% |      |          |          |            |              |                 |               |      |           |